# 大阪市立鶴見斎場
大阪市立鶴見斎場（おおさかしりつつるみさいじょう）は大阪府大阪市鶴見区鶴見1丁目6番128号にある大阪市環境局が運営する火葬場である。

## 沿革
1933年（昭和8年）に寝屋川葬儀所として竣工。既存施設を改修する事70年が経過し、昭和期に鋼管短煙突での8基の重油から灯油へと燃料を変えて大阪市南東部の火葬需要に応えてきたが、その間1983年（昭和58年）に大阪府寝屋川市が市営斎場を改築し寝屋川市寝屋川斎場と府内に2か所も「寝屋川斎場」を名乗る事になる為に混同を避けるべく鶴見区にある斎場という事で鶴見斎場に名を改めた経緯がある。
先述したように既存施設の駐車場敷地側に周辺環境との調和を活かした「それまでの火葬場のイメージを一新した近代的かつクリーンエネルギーの都市ガスを燃料とした佇まい」になっている。

## 概要
- 敷地面積：4975.72 m2
- 構造：鉄筋コンクリート（一部鉄骨造）
- 建築面積：1.829.91 m2
- 炉数：8基（燃料都市ガス）
- 延床面積：2.794.02 m2
- 施設
  - 1階 大小式場各1室・親族控室・炉前ホール（化粧扉は上下スライド式）収骨は炉前収骨
  - 2階 公害防止機械室
  - 3階 公害防止機械室
- 駐車場
  - バス4台
  - 自家用車41台
  - 身障者用2台

## 交通
- Osaka Metro長堀鶴見緑地線今福鶴見駅徒歩15分
- 大阪シティバス86号系統今福鶴見南停留所下車徒歩10分

## 使用料金
- 大阪市民
  - 10歳以上 1体 10,000円
  - 10歳未満 1体 6,000円
  - 死産児 1体 3,000円
- 大阪市民以外
  - 10歳以上 1体 60,000円
  - 10歳未満 1体 36,000円
  - 死産児 1体 18,000円
- 大式場
  - 昼間1回 23,000円
  - 夜間1回 46,000円
- 小式場
  - 昼間1回 6,000円（会葬者控室 夜間1回 12,000円）[1]